# Crin Antonescu
Crin Antonescu, född 21 september 1959 i Tulcea, är en rumänsk politiker och ledare för Partidul Național Liberal. Den 6 juli 2012 ersatte han den sittande presidenten Traian Băsescu som statschef för landet efter ett beslut av parlamentet.